# سيدريك فيرناير
سيدريك فيرناير (بالفرنسية: Cédric Vernier)‏ هو لاعب كرة قدم فرنسي في مركز الدفاع، ولد في 13 يناير 1975 في Saint-Rémy, Saône-et-Loire ‏ في فرنسا. لعب مع نادي باريس ونادي ديجون ونادي غرونوبل ونادي لانس ونادي لوهان كويسو ونادي مونتلوكون.